# Sara Harstick
Sara Harstick, née le 8 septembre 1981 à Hildesheim, est une nageuse allemande spécialiste de la nage libre. Elle est médaillée de bronze aux Jeux de 2000 et de 2004.

## Carrière
Membre du relais 4 × 200 m allemand aux Jeux olympiques d'été de 2000, elle monte sur la troisième marche du podium avec Franziska van Almsick, Antje Buschschulte et Kerstin Kielgass. Aux Jeux de 2004, elle termine 20e du 200 m nage libre puis 3e du 4 × 200 m nage libre en ayant nagé lors des séries.
Elle met fin à sa carrière de haut niveau peu avant les Jeux de Pékin après le renvoi de son entraîneur.

## Palmarès
| Date | Compétition           | Lieu    | Place | Course               |
| ---- | --------------------- | ------- | ----- | -------------------- |
| 2000 | Jeux olympiques       | Sydney  | 3e    | 4 × 200 m nage libre |
| 2001 | Championnats du monde | Fukuoka | 2e    | 4 × 200 m nage libre |
| 2004 | Jeux olympiques       | Athènes | 3e    | 4 × 200 m nage libre |